# 18790 Ericaburden
18790 Ericaburden è un asteroide della fascia principale. Scoperto nel 1999, presenta un'orbita caratterizzata da un semiasse maggiore pari a 2,6058019 UA e da un'eccentricità di 0,0728308, inclinata di 4,14395° rispetto all'eclittica.